# Coppa dei campioni (hockey su ghiaccio)
La Coppa dei campioni di hockey su ghiaccio fu la massima competizione per club a livello europeo di questo sport tra il 1965 e il 1997. Mattatore della competizione fu il CSKA Mosca: tra il 1969 e il 1990 perse soltanto due edizioni.

## Storia
L'idea di una coppa che vedesse sfidarsi i campioni dei diversi campionati europei di hockey su ghiaccio, venne a Günther Sabetzki, presidente della federazione della Germania, nel 1964. L'anno successivo la IIHF, visto il successo dell'equivalente calcistico, decise di organizzarla durante un meeting a Tampere.
Nacque così l'European Cup, meglio nota come Europa Cup o - appunto - Coppa dei campioni. Le traversie furono molte, spesso dovute anche al rifiuto da parte delle squadre sovietiche di giocare in determinati posti. Ed ebbe il suo peso anche la sproporzione tra le squadre provenienti dai paesi di più grande tradizione con quelle di più scarso peso.
La coppa campioni fu così sostituita nel 1997 dalla European Hockey League (la cui prima edizione si svolse parallelamente all'ultima della coppa dei campioni), cui venne affiancata la Continental Cup per quelle squadre che risultarono escluse dalla massima competizione europea.

## Formula
Dalla prima edizione all'edizione 1977-1978, le squadre si incontravano in una serie di scontri diretti, fino alla finale; a partire dal 1978-1979, la formula cambiò con l'introduzione di un girone da 4 squadre (divenute 5 nel 1984-85 e 1985-86) al posto della finale.
A partire dal 1987-1988 anche i turni preliminari non furono più giocati con scontri diretti, ma con gironcini da quattro squadre.
Dal 1990-1991 al termine della competizione, rimase il sistema di qualificazione a gironi, ma fu reintrodotta la finale, tra le prime classificate nei due gironi di finale.

## Albo d'oro
| Anno    | Primo posto      | Secondo posto      | Terzo posto       | Quarto posto       |
| ------- | ---------------- | ------------------ | ----------------- | ------------------ |
| 1965-66 | ZKL Brno         | EV Füssen          |                   |                    |
| 1966-67 | ZKL Brno         | Ilves Tampere      |                   |                    |
| 1967-68 | ZKL Brno         | Dukla Jihlava      |                   |                    |
| 1968-69 | CSKA Mosca       | EC KAC             |                   |                    |
| 1969-70 | CSKA Mosca       | HC Spartak Mosca   |                   |                    |
| 1970-71 | CSKA Mosca       | Dukla Jihlava      |                   |                    |
| 1971-72 | CSKA Mosca       | Brynäs IF Gävle    |                   |                    |
| 1972-73 | CSKA Mosca       | Brynäs IF Gävle    |                   |                    |
| 1973-74 | CSKA Mosca       | HC Tesla Pardubice |                   |                    |
| 1974-75 | Krylja Sovjetov  | Dukla Jihlava      |                   |                    |
| 1975-76 | CSKA Mosca       | HC Kladno          |                   |                    |
| 1976-77 | HC Kladno        | HC Spartak Mosca   |                   |                    |
| 1977-78 | CSKA Mosca       | HC Poldi Kladno    |                   |                    |
| 1978-79 | CSKA Mosca       | HC Poldi Kladno    | Ässät Pori        | Skellefteå AIK     |
| 1979-80 | CSKA Mosca       | Tappara Tampere    | Slovan Bratislava | MoDo Dömsjö        |
| 1980-81 | CSKA Mosca       | HIFK Helsinki      | HC Poldi Kladno   | Brynäs IF Gävle    |
| 1981-82 | CSKA Mosca       | FC Vítkovice       | SC Riessersee     | Kärpät Oulu        |
| 1982-83 | CSKA Mosca       | Dukla Jihlava      | Tappara Tampere   | SB Rosenheim       |
| 1983-84 | CSKA Mosca       | Dukla Jihlava      | SC Dynamo Berlin  | Djurgårdens IF     |
| 1984-85 | CSKA Mosca       | Kölner EC          | Dukla Jihlava     | AIK                |
| 1985-86 | CSKA Mosca       | Södertälje         | SB Rosenheim      | Dukla Jihlava      |
| 1986-87 | CSKA Mosca       | VZS Košice         | Färjestad BK      | HC Lugano          |
| 1987-88 | CSKA Mosca       | HC Tesla Pardubice | Tappara Tampere   | IF Björklöven Umeå |
| 1988-89 | CSKA Mosca       | VSZ Košice         | Kölner EC         | Färjestads BK      |
| 1989-90 | CSKA Mosca       | TPS Turku          | Djurgårdens IF    | SB Rosenheim       |
| 1990-91 | Djurgårdens IF   | HC Dinamo Mosca    |                   |                    |
| 1991-92 | Djurgårdens IF   | Düsseldorfer EG    |                   |                    |
| 1992-93 | Malmö IF         | HC Dinamo Mosca    |                   |                    |
| 1993-94 | TPS Turku        | HC Dinamo Mosca    |                   |                    |
| 1994-95 | Jokerit Helsinki | Lada Togliatti     |                   |                    |
| 1995-96 | Jokerit Helsinki | Kölner EC          |                   |                    |
| 1996-97 | Lada Togliatti   | MoDo Örnsköldsvik  |                   |                    |